# Борзикова
Борзикова — деревня в Талицком городском округе Свердловской области, Россия.

## Географическое положение
Деревня Борзикова муниципального образования «Талицкого городского округа» Свердловской области находится на расстоянии 35 километров (по автотрассе в 47 километрах) к северо-востоку от города Талица, в истоке реки Юшала (левый приток реки Пышма). В окрестностях деревни расположено болото Самаровское.

## Население
| 2002 | 2010 | 2021 |
| ---- | ---- | ---- |
| 76   | ↘47  | ↘18  |